# 诗琳通公主天路行
《诗琳通公主天路行》是由中国外文局主持编辑，中国画报出版社、人民画报社、国图总公司等合作推出的中泰双语书籍。讲述的是2007年4月泰国诗琳通公主第26次访华，乘坐青藏铁路访问青海省和西藏自治区的经历，内含100余张配图。
2007年11月14日，《诗琳通公主天路行》于泰国曼谷首发。本书的章节题目写作方式与其他诗琳通公主御作的日记形式标题不同。

## 图书目录
- “天路”开始的地方——夏都西宁
- 高原上的“码头”——盐湖城格尔木
- 奔驰在天路上——青藏列车
- 天路穿越世界屋脊——圣城拉萨[5]

## 内容
2007年4月4日，诗琳通公主一行参观青海师范大学、西宁市广场中心，4月5日参观青海省同仁县吾屯下寺；4月6日参观格尔木昆玉工艺制品有限公司、青海盐湖集团公司、格尔木炼油厂展厅；4月7日，公主乘坐青藏铁路K917次列车，从格尔木前往拉萨；4月8日参观大昭寺、拉鲁湿地、布达拉宫、拉萨中学和拉萨啤酒厂。

### 背景
此次为诗琳通公主第26次访华。时间为2007年4月2日至4月13日，访问北京市，青海省西宁市、格尔木市，西藏自治区拉萨市，湖北省武汉市，浙江省宁波市、舟山市（包括普陀山朝圣参访），以及上海市，但本书只收录了西宁市到拉萨市的行程。